# Internet en Belgique
En Belgique, l'accès à Internet est proposé à travers les technologies et les réseaux suivants :
- VDSL2 sur le réseau téléphonique ;
- Eurodocsis sur les réseaux câblés ;
- PON sur les réseaux de fibres optiques partagées ;
- Ethernet sur les réseaux de fibres optiques dédiées.

## Pour les particuliers
Le marché de l'accès à Internet pour les particuliers (B2C) en Belgique est dominé par un duo d'opérateurs. 
En région flamande, et dans 13 communes de la Région Bruxelloise, il s'agit du duo Telenet/Proximus.
En Wallonie et dans six communes de la Région Bruxelloise, il s'agit du duo Proximus/Voo.
Ces duos sont issus de l'héritage de l'ancien monopole du réseau téléphonique, et de l'ancien monopole du câble.
Les autres fournisseurs offrent leurs services aux particuliers à travers le VDSL2 sur le réseau téléphonique.
Depuis le 1er mars 2016, Orange Belgique propose une offre de services aux particuliers à travers les réseaux câblés, à la suite de sa demande d'avoir un accès régulé (en mode bitstream) à ces réseaux. Grâce à cette offre, Orange est en mesure de fournir d'abord un Triple Play (Internet fixe, Télévision, Mobile), puis à partir de 2018, un Quadruple Play (Internet fixe, Télévision, Téléphonie fixe, Mobile).
Depuis le 1er janvier 2018, EDPnet propose une offre de services aux particuliers à travers le réseau de fibres partagées GPON de Proximus. Cette offre est disponible en Single Play (Internet fixe) et en Dual Play (Internet fixe et téléphonie fixe), et même en Triple Play (Internet fixe, téléphonie fixe, Mobile).
Au 1er novembre 2023, les fournisseurs d'accès à Internet pour les particuliers sont:
BASE, Cybernet, edpnet, Neutrinet, Mobile Vikings (groupe Proximus), Orange Belgium, Proximus, Scarlet (groupe Proximus), Tchamba, Telenet, United Telecom.

## Pour les entreprises
Au 1er novembre 2023, les fournisseurs d'accès à Internet sur le marché B2B sont:
Belcenter, Cybernet, Dstny, edpnet, Eurofiber, Orange Belgium, Proximus, Telenet, WIN, Verizon, Verixi.

## Association professionnelle
Les principaux fournisseurs d'accès à Internet sont réunis au sein de l'association Internet Service Providers Association (ISPA.be).

## Infrastructures
Les réseaux de fibres optiques appartiennent à : 
B2C & B2B: Proximus, Wyre, Delta Fiber, Unifiber, Go Fiber, Orange Belgium.
B2B uniquement: Colt, Eurofiber, Fluxys, ORES, SOFICO, VERIXI, Verizon, Wegen en Verkeer.
Les réseaux historiques :
Le réseau de cuivre de paires torsadées appartient à Proximus, anciennement Belgacom, qui a succédé à la Régie des Téléphones et Télégraphes (R.T.T.) lors de la privatisation des télécommunications en 1992.
Ce réseau servait historiquement à connecteur l'utilisateur au réseau téléphonique analogique.
Les réseaux en cuivre coaxial appartiennent à Voo (groupe Orange Belgium) et à Wyre.
Ces réseaux étaient historiquement utilisés pour distribuer la télévision analogique.

## Historique
Internet se démocratise pour les particuliers en Belgique entre 1994 et 1995.
A l'époque, le principal moyen d'accès nécessite un Modem, un abonnement à la ligne téléphonique auprès de l'opérateur national Belgacom, et un abonnement à Internet auprès d'un fournisseur d'accès à Internet.
Lorsque l'utilisateur veut se connecter, il lance une session d'appel, le modem compose le numéro de téléphone du fournisseur d'accès à Internet, et l'utilisateur paie une communication téléphonique à la minute/seconde.
Il existait plusieurs zones téléphoniques, identifiées par un préfixe interzonal (02, 03, 011, 041, 071, ...). Pour être présent dans une zone, le fournisseur d'accès à Internet devait disposer de ses propres équipements dans la zone, de sorte que certains fournisseurs n'étaient pas disponibles dans toutes les zones.
Les fournisseurs d'accès à Internet étaient nombreux:
AOL, Compuserve, Cybernet, Gate71, Infoboard, Infonie, Interpac (filiale de Belgacom), Skynet, Planet Internet, Ping, Tornado, World Online.
Le modèle économique a ensuite évolué. 
Les fournisseurs d'accès à Internet ont perçu, en plus de l'abonnement payé par l'utilisateur, une rétribution de l'opérateur de téléphonie, correspondant à un pourcentage du prix facturé pour la communication, ce qui a créé une petite révolution: l'apparition de fournisseurs d'accès à Internet gratuits (sans abonnement) comme Freebel, Freegates et Yucom.
A partir de 1998, la technologie ADSL fait son apparition en Belgique.
L'utilisateur peut à présent souscrire à un forfait mensuel auprès de Belgacom pour la ligne ADSL (appelée la Turboline), et à un abonnement chez un fournisseur d'accès à Internet.
Cette technologie signe peu à peu la fin des fournisseurs d'accès à Internet gratuits, qui ne perçoivent aucun revenu de la Turboline.
Plus tard, une évolution de la technologie a permis l'accès à Internet par le câble de télévision.
Les opérateurs du câble sont devenus des fournisseurs d'accès à Internet:
- L'intercommunale TVD, rachetée par UPC, sous la marque Chello.
- L'intercommunale Interkabel
- L'intercommunale Brutélé
- L'intercommunale Association Liégeoise d'Electricité (ALE), sous la marque Télédisnet.
- Les intercommunales Igeho, Inatel, Intermosane, Seditel, Simogel, Telelux, Interest-Interost et Ideatel, sous la marque TVCableNet.

Contrairement au réseau téléphonique, les réseaux câblés n'étaient pas très ouverts à la concurrence, et à l'interconnexion avec d'autres fournisseurs d'accès à Internet.
Seules exceptions avant la libéralisation du câble:
- Wanadoo Belgique a pu commercialiser son accès à Internet pour les entreprises sur le câble de Brutélé.
- Belnet a pu commercialiser un accès à Internet pour les étudiants (universitaires) sous le nom de CampusNet sur le réseau de SEDITEL.

Au fil du temps, les activités de câblo-opérateurs sont rachetées. Au nord du pays par Telenet (groupe Liberty Global), au sud par Voo (Nethys/Brutélé).
Le 2 juin 2023, Orange finalise le rachat de Voo.
Le 9 juin 2023, Telenet vend son réseau câblé à Wyre.